# Jean-Marie Abeels
Jean-Marie Abeels est un footballeur belge né le 18 novembre 1962. Il disputa 292 rencontres en Division 1 belge.
Il fut repéré à Waremme par Tongres, alors en Division D2. Il découvrit le Championnat de Belgique de football avec Courtrai.
Il joua au Germinal, encore à Ekeren, en deux époques, où il connut sa meilleure période.
Il termina sa carrière dans divers clubs des séries inférieures (Division 3 et Promotion), dont plusieurs de la province de Liège.

## JMJ Sports Academy
En décembre 2004, Jean-Marie Abeels effectua un voyage privé au Kenya en compagnie de son épouse, Juliana Wanjiru, d'origine kényane. Durant le séjour, J-M. Abeels découvrit sous la conduite de Michael Nderi, son beau-frère, le terrain de « Kihumbuini » à Kangemi. L'ancien professionnel belge s'étonna et s'amusa du talent des jeunes kényans. Avant de quitter le sol africain, il s'engagea à tout faire pour aider ces jeunes joueurs à développer leur potentiel.
En mars 2005, Jean-Marie Abeels tint parole. Il retourna au Kenya et fonda la « JMJ Sports Academy » (JMJ, pour Jean-Marie Juliana). Un club, JMJ Football Club, découla de cette académie. En 2010, plusieurs joueurs formés à la JMJ furent prêtés au AFC Leopards Sports Club, un grand club kényan.
Jean-Marie Abeels, lui-même assure des fonctions d'entraîneur et de scout pour le RCS Visé. Il est accompagné du belge Robert Bollen, de Shaaban Abdalah et de Michael Nderi.

## Sources
- Base de données du football belge
- statistiques du football belge
- site officiel de la JMJ Sports Academy